# Partido de Dolores
Partido de Dolores är en kommun i Argentina.   Den ligger i provinsen Buenos Aires, i den östra delen av landet, 210 km söder om huvudstaden Buenos Aires. Antalet invånare är 25 980.
Trakten runt Partido de Dolores består i huvudsak av gräsmarker. Runt Partido de Dolores är det glesbefolkat, med 13 invånare per kvadratkilometer.